# دوروثي ماري نيل وايت
دوروثي ماري نيل وايت (بالإنجليزية: Dorothy Mary Neal White)‏ هي أمينة مكتبة نيوزيلندية، ولدت في 1915، وتوفيت في 12 فبراير 1995.